# Anomophysis crenata
Anomophysis crenata är en skalbaggsart som först beskrevs av Johan Christian Fabricius 1801.
Anomophysis crenata ingår i släktet Anomophysis och familjen långhorningar. Artens utbredningsområde är Laos, Burma, Nepal, Sri Lanka och Taiwan. Inga underarter finns listade i Catalogue of Life.